# Rumer
 (décembre 2022).
Si vous disposez d'ouvrages ou d'articles de référence ou si vous connaissez des sites web de qualité traitant du thème abordé ici, merci de compléter l'article en donnant les références utiles à sa vérifiabilité et en les liant à la section « Notes et références ».
Rumer (née le 3 juin 1979 à Islamabad, Pakistan), de son vrai nom Sarah Joyce, est une chanteuse britannique.
Auteur-compositrice-interprète, elle emprunte son nom de scène au célèbre auteur de roman britannique Rumer Godden. Son premier album, Seasons of My Soul est sorti à temps pour figurer parmi les meilleures ventes de 2010-2011 en Angleterre. L'ensemble de la presse musicale a salué la réussite de ses chansons, elle est considérée par nombre de critiques comme la nouvelle Karen Carpenter.

## Biographie
Septième enfant d'un couple d'expatriés britanniques, le père est d'origine pakistanaise et la mère est britannique.
Sarah Joyce a passé ses premières années au Pakistan. Très jeune, elle accompagne ses frères et sœurs aînés pour l'apprentissage des chants religieux. La famille retourne en Angleterre après le divorce de ses parents. Très douloureux pour elle, elle poursuit ses études à Carlisle, au nord de l'Angleterre. L'adolescente se passionne pour les comédies musicales.
À 16 ans, elle quitte l'école pour vivre à Londres. La jeune femme adepte des comédies musicales et de Judy Garland, compose ses propres chansons et commence à se produire sous le nom de Sarah Prentice, puis forme le groupe de rock La Honda en 2000.
La jeune chanteuse change de nom d'artiste en Rumer, et se produit en solo dans des clubs londoniens. Sa carrière musicale change le jour où Rumer rencontre un certain Steve Brown, compositeur britannique reconnu, notamment auteur d'une adaptation de It's A Wonderful Life et de la comédie musicale Spend, Spend, Spend. Un soir, il assiste à un concert où se produit Rumer. Steve Brown tombe littéralement sous le charme de la jeune interprète qui, seulement avec sa guitare et sa voix, transporte le compositeur qui lui propose de travailler avec lui.
En 2010, elle enregistre sous le label Atlantic son premier album Seasons of My Soul, vendu à plus de 500 000 exemplaires. Le single Slow au no 3 de son album va connaître immédiatement un immense succès en Angleterre et à l'étranger.

## Albums studio
- 2010 - Seasons Of My Soul
- 2012 - Boys Don't Cry
- 2014 - Into Colour
- 2015 - B-Sides & Rarities
- 2016 - This Girl's In love (A Bacharach & David Songbook)
- 2020 - Nashville Tears